# Раптове Спалахування
Раптове Спалахування (англ. Spontaneous Combustion) — епізод 302 (№ 33) серіалу «South Park», прем'єра якого відбулася 14 квітня 1999 року.

## Сюжет
Кайл дізнається, що у його батьків проблеми в стосунках, і вирішує з іншими хлопцями (Кенні, Стеном і Картманом) спробувати відшукати свого батькові ерекцію, не знаючи, що це таке насправді. Тим часом, Кенні, а потім і інші різні жителі міста, починають раптово спалахувати, і мер Мекденіелс наказує Ренді Маршу з'ясувати причину загорянь, не звертаючи уваги на те, що він - геолог і майже не розбирається в будові людського тіла.
Під час відспівування Кенні в церкві батько Максі доручає хлопчикам інсценувати хресний шлях Ісуса Христа, з Картманом в ролі Ісуса, бо той без кінця повторює, що більше жодна роль йому не підійде. Хлопчики розігрують біблійні події, в результаті встановлюючи хрест з прив'язаним Картманом на міському пагорбі, щоб він помер і дав ерекцію для батька Кайла (гра слів: англ. resurrection - укр. воскресіння, і англ. erection — укр. ерекція). Тим часом Ренді вдається з'ясувати, що загоряння відбувається через те, що люди утримуються від метеоризму в присутності своїх партнерів (Кенні проводив час з  Келлі, дівчинкою з  попереднього епізоду), тому він закликає всіх жителів міста пускати гази кожні кілька секунд. За це відкриття Ренді виграє Нобелівську премію, до великої досади другого вченого Саут-Парку, доктора Мефесто, який сподівався отримати премію за створення черепахи з сімома дупами. Мефесто вирішує помститися.
У місті настає чергова криза, коли настає небувала спека; Ренді знову отримує завдання з'ясувати причини того, що відбувається. Мефесто випереджає його, відкривши, що метан міститься в кишкових газах, що випускаються усіма жителями міста, веде до  глобального потепління. Ренді оголошують головним винуватцем того, що відбувається, зривають з нього медаль Нобелівського лауреата і змушують тягти на спині свою власну статую через все місто, попутно кидаючи в нього камінням. Тим часом, батькові Кайла вдається повернути собі ерекцію при вигляді трьох привабливих молодих клієнток в своєму офісі (роздяглися, щоб продемонструвати рак шкіри, у якому вони звинувачують Ренді).
Ренді не хоче шукати вирішення проблеми, тому що городяни все одно будуть ненавидіти його, навіть якщо він зможе розгадати головоломку «загоряння / потепління». Проте, Стен говорить йому, що дечого навчився з Біблії — хоча Ісуса ненавиділи всі навколо і відкинули всі друзі, він продовжував робити те, що повинен, і перед смертю сказав «Потреби більшості переважують потреби меншості» (Стен плутає цитату з Біблії з фразою з фільму Зоряний шлях: Гнів Хана). Ренді проголошує, що пускати гази потрібно обмежено, і всі знову починають до нього добре ставитися. Три тижні тому він отримує Нобелівську премію назад, і в цей момент хлопчики згадують про Картмана, якого вони залишили висіти на хресті. Вони поспішають до нього, і знаходять його там, живим, але тільки завдяки великому запасу свого підшкірного жиру.

## Смерть Кенні
Кенні гине практично на самому початку епізоду, коли хлопчики йдуть з магазину, де Кайл намагався купити своєму батьку ерекцію. Кенні несподівано спалахує посеред розмови і перетворюється в купку попелу.

## Пародії
- Меморіальна статуя на честь Ренді зроблена в тому ж стилі, що і статуя Мікеланджело «Давид».
- Сцена зі сном Ренді пародіює мультсеріал «Скубі-Ду».
- Коли Ренді несе свою статую, а решта люди кидають в нього камінням, він зустрічає містера Гаррісона. Ренді просить його про допомогу, але містер Гаррісон вдає, що не знає Ренді — пародіюючи таким чином муки Ісуса, описані в  Біблії, коли Петро (як містер Гаррісон) прилюдно відрікається від Ісуса.
- Коли Стен вимовляє фразу «Потреби більшості переважують потреби меншості» він тримає пальці у вигляді «вулканського салюту» з  Зоряного шляху.

## Інші факти
- Поява інопланетян: особа прибульця з'являється на Місяці в нічній сцені з хрестом Картмана.
- У місті настає така спека, що всі ходять в футболках, проте сніг чомусь не тане.